# ネパール共産党 (統一社会主義)
ネパール共産党 (統一社会主義)（ネパール語: नेपाल कम्युनिष्ट पार्टी (एकीकृत-समाजवादी)、英語: The Communist Party of Nepal (Unified Socialist)、CPN） は、ネパールの政党。2024年3月4日にプラチャンダ首相率いる連立政権に加わっており、与党の立場にある。
マーダブ・クマール・ネパール元首相が党首であり、ジャラ・ナート・カナール元首相が上級党首を務めている。